# Taipei 101
Taipei 101 (kitajsko: 臺北101 / 台北101), v preteklosti Taipei World Financial Center) je 509 metrov visok nebotičnik v Tajpeju, Tajvan. Od leta 2004 pa do odprtja Burdža Kalife leta 2010 je bil najvišji nebotičnik na svetu. Julija 2011 je dobil nagrado LEED Platinum za »zeleno in okolju prijazno« stavbo. Oznaka »101« pomeni 101 nadstropje. Skupna talna površina vseh nadstropij je 193400 m2.
Nebotičnik ima dvonadstropno dvigalo japonskega proizvajalca Toshiba, ki se dviga s hitrostjo 69,6 km/h (16,83 m/s)
Struktura se redno pojavlja kot ikona Tajpeja v mednarodnih medijih, ognjemeti Taipei 101 pa so stalni del novoletnih oddaj in praznovanj.
Postmodernistični arhitekturni slog Taipei 101 spominja na tradicionalno azijsko estetiko v sodobni strukturi, ki uporablja industrijske materiale. Njegova zasnova vključuje številne funkcije, ki omogočajo strukturi, da vzdrži potrese pacifiškega ognjenega obroča in tropske nevihte v regiji. V stolpu so pisarne, restavracije, trgovine ter notranji in zunanji observatoriji. Stolp meji na večnadstropno nakupovalno središče, ki ima kot zunanjost največji simbol ruji na svetu.
Taipei 101 je v lasti Taipei Financial Center Corporation. Nebotičnik so odprli 31. decembra 2004 za praznovanje silvestrovanja (2005).

## Gradnja
Načrtovanje Taipei 101 se je začelo julija 1997] med mandatom Chen Shui-biana kot župana Taipeija. Pogovori med trgovci in uradniki mestne vlade so se sprva osredotočali na predlog za 66-nadstropni stolp, ki bi služil kot sidro za nov razvoj v poslovnem okrožju 101 v Tajpeju. Načrtovalci so razmišljali o tem, da bi novo strukturo dvignili na bolj ambiciozno višino šele potem, ko je to predlagal izseljenec, skupaj s številnimi drugimi značilnostmi, uporabljenimi pri načrtovanju stavbe. Šele poleti 2001 je mesto izdalo dovoljenje za gradnjo 101-nadstropne stolpnice na tem mestu. Medtem se je gradnja nadaljevala in prvi steber stolpa je bil postavljen poleti 2000.
V Tajvanu se je 31. marca 2002 zgodil močan potres, ki je uničil gradbeni žerjav na strehi, ki je bila v nadstropju številka 56. Žerjav je padel na cesto Xinyi pod stolpom, zdrobil več vozil in povzročil pet smrtnih žrtev – dva žerjavista in trije delavci, ki niso bili pravilno vpreženi. Vendar pregled ni pokazal strukturnih poškodb stavbe in gradbena dela so se lahko znova začela v enem tednu.
Streha Taipeija 101 je bila dokončana tri leta kasneje, 1. julija 2003. Ma Ying-jeou je v svojem prvem mandatu župana Taipeija pritrdil zlati zapah, da bi označil dosežek. Uradna otvoritev stolpa je potekala na Silvestrovo leta 2004. Predsednik Chen Shui-bian, župan Taipeija Ma Ying-jeou in zakonodajni predsednik Wang Jin-pyng so prerezali trak. Na koncertih na prostem so nastopili številni priljubljeni izvajalci, med drugim pevki A-Mei in Stefanie Sun. Obiskovalci so se prvič peljali z dvigali do Observatorija. Nekaj ur kasneje je prvi ognjemet na Taipei 101 naznanil prihod novega leta.

## Arhitektura in oblikovanje

### Višina
Taipei 101 obsega 101 nadstropje in pet kletnih nivojev. Prva stavba, ki je v višino presegla mejo pol kilometra, je bila najvišja stavba na svetu od 31. marca 2004 do 10. marca 2010. Od 18. aprila 2019 je še vedno največja in najvišja zelena zgradba na svetu.
Taipei 101 je bil najvišja stavba na svetu s 508,2 m, merjeno do njenega arhitekturnega vrha (špice), s čimer je presegel Petronasova stolpa, ki sta bila prej najvišja nebotičnika s 451,9 m. Višina do vrha strehe pri 449,2 m in najvišjega zasedenega nadstropja pri 439,2 m sta presegla prejšnje rekorde Willis Towerja: 442 m in 412,4 m. Prav tako je presegla 85-nadstropni, 347,5 m Tuntex Sky Tower v Kaohsiungu kot najvišjo stavbo v Tajvanu in 51-nadstropni, 244,15 m Shin Kong Life Tower kot najvišjo stavbo v Tajpeju. Taipei 101 je zasedel uradni rekord za najvišjo sončno uro na svetu in največjo novoletno odštevalno uro na svetu.
Različni viri, vključno z lastniki stavbe, navajajo višino Taipei 101 kot 508 m, višino strehe in višino zgornjega nadstropja kot 448 m in 438 m. Ta spodnja številka je izpeljana z merjenjem od vrha 1,2 m ploščadi na dnu. Vendar pa standardi CTBUH vključujejo višino ploščadi pri izračunu skupne višine, saj predstavlja del umetne konstrukcije in je nad nivojem okoliškega pločnika. Taipei 101 je izpodrinil Petronasova stolpa kot najvišjo stavbo na svetu za 57,3 m. Rekord je presegel Burdž Khalifa v Dubaju, ki je visok 829,8 m. Rekordi Tajpeja 101 za višino strehe in najvišje naseljeno nadstropje so leta 2008 za kratek čas prešli na Svetovni finančni center v Šanghaju, ki je nato te zapise predal tudi Burju.
Na splošno je bil Taipei 101 šest let najvišja stavba na svetu. 12 let je imela tudi najhitrejše dvigalo, 16,83 m/s. Ima tudi največji dušilec vetra na svetu, s premerom 5,5 m. Taipei 101 je trenutno enajsta najvišja stavba na svetu, glede na uradno lestvico Sveta za visoke stavbe in urbani habitat.

### Konstrukcijska zasnova
Taipei 101 je zasnovan tako, da prenese tajfunske vetrove in potresne sunke, ki so pogosti na območju na vzhodu Tajvana. Evergreen Consulting Engineering, gradbeni inženir, je Taipei 101 zasnoval tako, da vzdrži nevihtni veter s hitrostjo 60 metrov na sekundo (216 km/h ali 134 mph), pa tudi najmočnejše potrese v 2500-letnem ciklu.
Taipei 101 je bil zasnovan tako, da je prilagodljiv in strukturno odporen, ker medtem ko fleksibilnost preprečuje strukturne poškodbe, odpornost zagotavlja udobje tako za prebivalce kot za zaščito stekla, zaves in drugih elementov. Večina modelov doseže potrebno trdnost s povečanjem kritičnih strukturnih elementov, kot je opornik. Zaradi višine Taipei 101 v kombinaciji z geologijo okolice – stavba stoji le 200 m stran od glavne geološke prelomnice – je Taipei 101 uporabil visoko zmogljivo jekleno konstrukcijo in 36 stebrov, vključno z osmimi 'mega-stebri', polnjeni z betonom 10.000 psi (69 MPa). Nosilni nosilci, ki so v intervalih po osem nadstropij, povezujejo stebre v jedru stavbe s tistimi na zunanjosti.
Zaradi teh značilnosti, skupaj s trdnostjo njegovih temeljev, je Taipei 101 ena najstabilnejših stavb, kar jih je bilo kdaj zgrajeno. Temelj je okrepljen s 380 piloti, zabitimi 80 m v zemljo, ki segajo do 30 m v skalno podlago. Vsak pilot ima premer 1,5 m in lahko prenese obremenitev 1000–1320 metričnih ton. Med gradnjo, 31. marca 2002, je Tajpej stresel potres z magnitudo 6,8; sta se prevrnila dva gradbena žerjava iz 56. nadstropja, takrat najvišjega nadstropja. V nesreči je umrlo pet ljudi, vendar pregled ni pokazal nobene strukturne škode na zgradbi in gradnja se je kmalu nadaljevala.
Motioneering je zasnoval 660-metričnih ton težko jekleno nihalo, ki služi kot blažilnik mase, po ceni 132 milijonov NT $ (4 milijone US $). Nihalo, obešeno od 92. do 87. nadstropja, niha, da izravna premike v stavbi, ki jih povzročajo močni sunki. Njegova krogla, največja dušilna krogla na svetu, je sestavljena iz 41 okroglih jeklenih plošč različnih oblik premera, vsak debeline 125 mm, zvarjeni skupaj, da tvorijo kroglo s premerom 5,5 metra. Dva dodatna uglašena masna blažilnika, od katerih vsak tehta 6 metričnih ton, sta nameščena na konici zvonika, ki pomagata preprečiti poškodbe strukture zaradi močnih vetrnih obremenitev. 8. avgusta 2015 je močan veter tajfuna Soudelor zanihal glavno loputo za 1 meter – največje premikanje blažilnika, kar jih je kdaj zabeležilo.
Dušilnik je postal tako priljubljena turistična atrakcija, da je mesto s podjetjem Sanrio sklenilo pogodbo za izdelavo maskote: Damper Baby. Štiri različice Damper Baby ("Rich Gold", "Cool Black", "Smart Silver" in "Lucky Red") so bile zasnovane in narejene v figurice in spominke, ki se prodajajo v različnih trgovinah s spominki Taipei 101. Damper Baby je postal priljubljena lokalna ikona s svojim stripom in spletnim mestom.

### Strukturna fasada
Značilne modro-zelene steklene zavese Taipei 101 so dvojno zastekljene in nudijo toplotno in UV zaščito, ki zadostuje za 50-odstotno blokiranje zunanje toplote, in lahko prenese udarce 7 metričnih ton. Fasadni sistem steklenih in aluminijastih plošč, vgrajenih v nagnjeno mrežo, ki preprečuje gibanje, prispeva k skupni bočni togosti tako, da se v vsakem osmem nadstropju pritrdi na 'mega-stebre' z enonadstropnimi visokimi nosilci. Ta fasadni sistem je torej sposoben brez poškodb prenesti do 95 mm potresne bočne premike. Fasadni sistem poznamo tudi pod imenom Damper.
Prvotni vogali fasade so bili testirani na RWDI v Ontariu v Kanadi. Simulacija 100-letne nevihte na RWDI je razkrila vrtinec, ki je nastal med 3-sekundnim vetrom s hitrostjo 169 km/h na višini 10 metrov ali kar je enakovredno stopnji bočnega nihanja stolpa, ki povzroča velika nihanja bočnega vetra. Ugotovljeno je bilo, da zasnova z dvojno posnetimi stopnicami močno zmanjša to nihanje bočnega vetra, kar ima za posledico vogalno fasado končne zasnove z dvojnimi stopnicami. Arhitekt C.Y. Lee je uporabil tudi obsežne elemente fasade, da bi predstavil simbolično identiteto, ki jo je zasledoval. Ti fasadni elementi so med drugim vključevali zeleno obarvano steklo za avtohtoni videz vitkega bambusa, osem zgornjih navzven nagnjenih nivojev pagode z osmimi nadstropji, simbol Ruji (obredno žezlo) in denarnice med obema deloma fasade.
Lasten sistem reciklirane vode na strehi in fasadi podjetja Taipei 101 pokriva 20 do 30 odstotkov potreb stavbe po vodi. Julija 2011 je bil Taipei 101 certificiran kot »najvišja zelena zgradba na svetu« po standardih LEED.

### Notranjost
Taipei 101 je prvi rekordni nebotičnik, zgrajen v 21. stoletju. Izkazuje številne tehnološko napredne funkcije, saj zagotavlja poslovno in rekreacijsko središče.
Optične in satelitske internetne povezave iz leta 2004 so omogočale hitrost prenosa do gigabita na sekundo.
Dvonadstropna dvigala, ki jih je izdelala japonska družba Toshiba Elevator and Building Systems Corporation (TELC), so leta 2004 postavila nov rekord z najhitrejšimi hitrostmi dviganja na svetu. S 60,6 kilometra na uro, 16,83 m na sekundo ali 1010 m/min je hitrost dvigal Taipei 101 34,7 odstotka hitrejša od prejšnjih rekorderjev dvigala Yokohama Landmark Tower, Yokohama, Japonska s 12,5 m na sekundo (45 km/h, 28 mph). Dvigala Taipei 101 prepeljejo obiskovalce iz petega nadstropja v observatorij v 89. nadstropju v samo 37 sekundah. Vsako dvigalo ima aerodinamično ohišje, popolni tlak, najsodobnejše sisteme za zaviranje v sili in prvi tristopenjski sistem proti prekoračitvi na svetu. Stroški za vsako dvigalo so znašali 80 milijonov NT$ (2,4 milijona USD).
660-tonski dušilec mase (TMD), nameščen med 87. in 92. nadstropjem, stabilizira stolp pred premiki, ki jih povzroča močan veter. Dušilnik lahko zmanjša do 40 odstotkov gibanja stolpa. TMD je viden vsem obiskovalcem od 87. do 91. nadstropja.
V 85. nadstropju sta se odprli dve restavraciji: Diamond Tony's, ki ponuja evropsko morsko hrano in zrezke, in Shin Yeh 101 (欣葉), ki ponuja tajvansko kuhinjo Hokkien. Celotno 86. nadstropje zaseda tajvanska restavracija Ding Xian 101. V sosednjem nakupovalnem središču deluje tudi Din Tai Fung, več mednarodnih restavracij in maloprodajnih mest. Večnadstropno trgovsko središče, ki meji na stolp, je dom na stotine modnih trgovin, restavracij, klubov in drugih znamenitosti. Notranjost nakupovalnega centra je moderno zasnovana, čeprav uporablja tradicionalne elemente. Simbol zvit ruji je ponavljajoči se motiv v nakupovalnem središču. Veliko elementov notranjosti upošteva tudi feng šuj tradicijo.

## Galerija
- Taipei 101 od spodaj
- Taipei 101 ponoči
- E=mc2 19. aprila, 2005
- Taipei 101 novoletni ognejemet, 2007
- Primerjava z drugimi najvišjimi stavbami v Aziji

## Razgledna ploščad
Taipei 101 ima notranjo razgledno ploščad v 88. in 89. nadstropju ter dve zunanji opazovalni ploščadi (91. nadstropje in 101. nadstropje), vse ponujajo 360-stopinjske razglede in privabljajo obiskovalce z vsega sveta. Notranji observatorij stoji 383,4 m nad tlemi in ponuja udobno okolje, velika okna z UV-zaščito, posnete glasovne oglede v osmih jezikih ter informativne zaslone in posebne eksponate. Tukaj si lahko ogledate glavni stabilizator nebotičnika, ki je največji in najtežji vidni stabilizator na svetu, ter kupite hrano, pijačo in darila. Še dve stopnici popeljeta obiskovalce na zunanji observatorij. Zunanji razgledni ploščadi na 391,8 m in 449,2 m nad tlemi sta drugi najvišji v nebotičniku in najvišji tovrstni ploščadi na Tajvanu.
Notranji observatorij je odprt trinajst ur na dan (od 9.00 do 22.00) ves teden in ob posebnih priložnostih; Observatorij na prostem je odprt ob istih urah, kot to dopušča vreme. Vstopnice je mogoče kupiti na kraju samem v nakupovalnem središču (5. nadstropje) ali vnaprej na spletni strani observatorija in omogočajo dostop do 88. do 91. nadstropja s hitrim dvigalom .
Leta 2019 se je njegovo 101. zgornje nadstropje prvič odprlo za javnost, začelo se je 14. junija, vsak dan pa je bilo omogočeno le 36 osebam. Observatorij v 91. nadstropju je bil najvišje nadstropje, ki je bilo odprto za javnost, do 14. junija 2019, ko je uprava stavbe objavila, da bo 101. nadstropje (na 460 m nadmorske višine) odprto za širšo javnost in je predmet predhodne rezervacije. Za vstop na zunanjo razgledno ploščad je potrebna varnostna oprema, kot je varnostni pas, pripet na ograjo.